# 小行星8450
小行星8450（8450 Egorov）是一颗绕太阳运转的小行星，为主小行星带小行星。该小行星于1977年8月发现。

## 轨道参数
小行星8450的轨道半长轴为2.7483504 UA，离心率为0.09。